# DIRTYDISCOSHIT
DIRTYDISCOSHIT（ダーティーディスコシット）は、2人組から成る日本のクラブDJユニット。通称DDS。

## 概要
2012年から活動を開始。
- 印象の強いユニット名には2人にまつわる様々な由来があると本人達が2013年のインタビューにて話している。
- 結成当初は主にエレクトロやダッチハウスを好んでプレイしていたが、最近は様々なジャンルを1度のプレイに盛り込むプレイスタイルを確立。
- ダブステップ、ドラムンベース、トラップ、グリッチホップ、ズークベース、ブレイクビーツ、ヒップホップ、レゲエ、ディスコ、マイアミベース等、その他多岐にわたるジャンルを複数のCDJをベースに、サンプラー、カオスパッド、iPad等のツールを駆使してハイスピードでmixしていくプレイスタイルが話題になる。
- 2012年12月にはDJでもある☆Taku Takahashi(m-flo)主催による日本発のダンスミュージック専門インターネットラジオ『Block.FM』のオフィシャルパーティー"The Block Party"にて行われたCDJバトルコンテストでは決勝まで駒を進めている。